# José Luis Laguía
José Luis Laguía Martínez (Pedro Muñoz, Ciudad Real, 3 de septiembre de 1959) es un exciclista profesional español de la década de 1980.
Nacido en Pedro Muñoz, Ciudad Real aunque catalán de adopción, fue un escalador especializado en ganar el Gran Premio de la Montaña, título que consiguió en cinco ocasiones en la Vuelta a España. Además, fue campeón de fondo en carretera en 1982. Fue corredor profesional desde 1980 a 1993 y corrió para los equipos: Reynolds, PDM, Reynolds-Banesto, Lotus-Festina, Paternina y Artiach.
Si bien tenía grandes dotes como escalador también tenía una buena punta de velocidad, lo cual junto a su gran carisma le valió para triunfar en diversos critériums en Manlleu, Pamplona, Tarrasa, Campo de Morvedre, Ávila, Hospitalet y Alquerías.
Tras su retirada como profesional fue durante dos años seleccionador de Cataluña en categoría amateur; director deportivo de G.D. Kelme durante 4 años, presidente de la Asociación de ciclistas profesionales; presidente de la asociación de ciclistas internacional; presidente de la Comisión técnica de ciclismo profesional; miembro de la comisión de seguridad en el deporte; y asesor deportivo de la Vuelta a España.

## Palmarés
| 1980 - 1 etapa de la Vuelta a los Valles Mineros 1981 - 3 días de Navarra - Clasificación de la montaña de la Vuelta a España - 1 etapa de la Vuelta a Asturias 1982 - Campeón de España en Ruta - Vuelta al País Vasco - Vuelta a Burgos - 3 etapas en la Vuelta a España, más clasificación de la Montaña - 1 etapa del G.P. Costa del Azahar - 1 etapa de la Semana Catalana - 2 etapas de la Volta a Cataluña 1983 - Vuelta a Cantabria, más 1 etapa - Clásica de los Puertos - 1 etapa de la Vuelta a España, más clasificación de la montaña - 1 etapa de la Vuelta a Burgos | 1984 - 1 etapa de la Vuelta a los Valles Mineros - 1 etapa de la Escalada a Montjuich - 1 etapa de la Midi Libre 1985 - Clasificación de la montaña de la Vuelta a España - 1 etapa de la Vuelta al País Vasco 1986 - Vuelta a La Rioja - Clasificación de la montaña de la Vuelta a España - 1 etapa de la Vuelta a los Tres Cantos 1988 - 1 etapa de la Vuelta a Castilla y León |

## Resultados en Grandes Vueltas y Campeonato del Mundo
| Carrera         | 1980 | 1981 | 1982 | 1983 | 1984 | 1985 | 1986  | 1987 | 1988 | 1989 | 1990 | 1991 | 1992 |
| --------------- | ---- | ---- | ---- | ---- | ---- | ---- | ----- | ---- | ---- | ---- | ---- | ---- | ---- |
| Giro de Italia  | -    | -    | -    | -    | -    | -    | -     | -    | 30.º | -    | -    | -    | -    |
| Tour de Francia | -    | -    | -    | Ab.  | 41.º | Ab.  | 121.º | 43.º | -    | -    | -    | -    | -    |
| Vuelta a España | 21.º | 7.º  | 5.º  | 24.º | 19.º | 27.º | 25.º  | 29.º | 17.º | 44.º | 23.º | Ab.  | Ab.  |
| Mundial en ruta | Ab.  | -    | Ab.  | -    | -    | -    | -     | -    | -    | -    | -    | -    | -    |